# 448 km (Ukraina)
448 km (ukr. 448 км) – przystanek kolejowy w miejscowości Kowel, w rejonie kowelskim, w obwodzie wołyńskim, na Ukrainie. Położony jest na linii Sarny – Kowel.